# Ananthanarayanan Madhavan
Ananthanarayanan Madhavan es un diplomático indio retirado.
- Ananthanarayanan Madhavan es hijo de M. Ananfhanarayanan.
- En 1956 entró al Indian Foreign Service.
- Fue empleado en  Rangún de 1958 a 1960, de 1961 a 1964 como primer secretario de embajada en Berna,[1]  de 1968 a 1970 primer secretario de embajada en Beijing y en Londres de 1970 a 1973.[2]
- De 1965 a 1968 fue empleado en el Ministerio de Asuntos Exteriores (India).
- De 1974 a 1976 fue comisionado en Hong Kong.
- De 1977 a 1984 fue consejero de embajada en Moscú.
- En 1981 fue empleado en el Ministerio de Asuntos Exteriores (India).
- De abril de 1985 a 11 de mayo de 1988 fue embajador en Tokio.
- De 11 de mayo de 1988 a finales de 1991 fue embajador en Bonn y fue retirado.[3]